# Caduceador
En la antigüedad, el caduceador era un heraldo o rey de armas. 
Es un empleo que tomaron los romanos de los griegos. En Grecia, llevaba como atributo el caduceo; en Roma, un ramo de verbena en señal de oferta de amistad al pueblo-rey. 